# Função mental
Função mental e processos cognitivos são termos usados freqüentemente de modo intercambiável (embora nem sempre corretamente, visto que o termo cognitivo tende a ter implicações específicas - ver cognitivo e cognitivismo) significando funções ou processos como percepção, introspecção, memória, criatividade, crença, raciocínio, volição e emoção — em outras palavras, todas as coisas diferentes que podemos fazer com nossas mentes. 
Uma instância específica do emprego de um processo cognitivo é um evento mental. O evento de perceber algo, é, de facto diferente do processo completo, ou faculdade, da percepção — a capacidade de alguém perceber as coisas. Em outras palavras, a instância de perceber é diferente da capacidade que torna isto possível.